# Нова Вас-при-Марковцих
Нова Вас-при-Марковцих (словен. Nova vas pri Markovcih) — поселення в общині Марковці, Подравський регіон‎, Словенія.